# Баллистическая теория
Баллисти́ческая тео́рия, также известная как эмиссио́нная тео́рия — опровергнутая фундаментальная физическая теория, альтернативная максвелловской электродинамике, теории относительности, квантовой теории и претендовавшая на новое единое всестороннее и наглядное описание мира на базе классических и механических представлений. В данной теории отвергается постулат СТО о постоянстве скорости света. Скорость света, испускаемого движущимся источником, складывается со скоростью источника подобно скорости снаряда, выстреливаемого из перемещающегося орудия — отсюда название. Разработана и опубликована в 1908 году во французском журнале Annales de Chimie et de Physique в статье Recherches critiques sur l'Électrodynamique Générale швейцарским физиком В. Ритцем. Сам Ритц называл свою теорию также эмиссионной.

## История
Эмиссионная теория обычно ассоциируется с эмиссионной теорией Ньютона. В своей корпускулярной теории Ньютон изображал свет как частицы, испускаемые горячими телами со скоростью света по отношению к излучающему объекту, и подчиняющиеся обычным законам механики Ньютона. В отличие от теории Ньютона, Ритц не считал свет частицами, по его представлениям свет — это волны разрежения и сгущения движущихся реонов.
Эйнштейн, как предполагается, работал над собственной эмиссионной теорией, прежде чем отвергнуть её в пользу теории относительности.

## Опровержения баллистической теории
В 1913 году астроном де Ситтер привёл рассуждения о несоответствии его представлений о баллистической теории наблюдениям за двойными звёздами. Из-за сложения скоростей свет от каждой из звёзд в паре будет идти быстрее, когда эта звезда приближается, и медленнее, когда она удаляется. Вследствие этого должна возникнуть кажущаяся неравномерность вращения. Наблюдения де Ситтера за двойными звёздами не выявили видимой неравномерности вращения. На основании этого де Ситтер сделал вывод о неверности теории Ритца, который был принят как окончательное доказательство нежизнеспособности эмиссионной теории.
Действительно, скорость света от звезды, приближающейся к Земле, была бы выше скорости света от удаляющейся при вращении звезды. При большом расстоянии от двойной системы более быстрое «изображение» существенно обогнало бы более медленное. В результате, видимое движение двойных звёзд выглядело бы достаточно странным, что не наблюдается.
В опытах Томашека (1923 г.) при помощи интерферометра сравнивались интерференционные картины
от земных и внеземных источников (Солнце, Луна, Юпитер, звёзды Сириус и Арктур). Все эти объекты имели различную скорость относительно Земли, однако смещения интерференционных полос, ожидаемых автором опыта, обнаружено не было. Эти эксперименты в дальнейшем неоднократно повторялись. Например, в эксперименте М. А. Бонч-Бруевича и В. А. Молчанова (1956 г.), задуманном Вавиловым, измерялась скорость света от различных краёв вращающегося Солнца.
В 1977 году Кеннет Брехер провёл новый эксперимент, в котором было показано, что отсутствует разница в скоростях света от разных источников.
В 2011 году под руководством академика Александрова был спланирован и успешно проведен эксперимент по полному опровержению баллистической теории. В эксперименте использовался малый накопитель электронов «Сибирь-1» Курчатовского центра синхротронного излучения и измерялась скорость синхротронного излучения электронного пучка, движущегося практически со скоростью света.